# رافاييلا سيلفا
رفاييلا لوبيز سيلفا لاعبة جودو برازيلية، من مواليد 24 أبريل 1992 بمدينة ريو دي جانيرو البرازيلية. فازت بالميدالية الذهبية في بطولة العالم للجودو 2013و الألعاب الأولمبية الصيفية 2016 في وزن أقل من 57 كيلوغرام.

## وصلات خارجية
- رافاييلا سيلفا على موقع الفيدرالية الدولية للجودو (الإنجليزية)
- رافاييلا سيلفا على موقع JudoInside.com (الإنجليزية)
- رافاييلا سيلفا على موقع AllJudo.net (الفرنسية)
- رافاييلا سيلفا على موقع اللجنة الأولمبية الدولية (الإنجليزية)
- رافاييلا سيلفا على موقع أوليمبيديا (الإنجليزية)
- رافاييلا سيلفا على موقع اللجنة الأولمبية البرازيلية (البرتغالية)

الحساب الرسمي لرافاييلا سيلفا على موقع Judoinside.com